# Murder on the Orient Express (2017)
Murder on the Orient Express is een Amerikaans-Britse film uit 2017, geregisseerd door Kenneth Branagh. Het is een verfilming van de detectiveroman Moord in de Oriënt-Expres van Agatha Christie en is daarmee de vierde verfilming van deze roman na  de versies uit 1974 en 2001 en een episode uit 2010 van de reeks Agatha Christie's Poirot. Naast Branagh die zelf ook de rol van Hercule Poirot voor zijn rekening neemt, spelen ook Penélope Cruz, Willem Dafoe, Judi Dench, Johnny Depp, Josh Gad, Derek Jacobi, Leslie Odom jr., Michelle Pfeiffer en Daisy Ridley mee.
De wereldpremière vond plaats op 2 november 2017 in de Royal Albert Hall in Londen.

## Verhaal
Tussen twee zaken door reist de beroemde detective Hercule Poirot (Kenneth Branagh) met de Oriënt-Express. Op de trein wordt hij benaderd door Samuel Ratchett (Johnny Depp), een van zijn medepassagiers, die vreest voor zijn eigen leven en de hulp van Poirot vraagt. Poirot gelooft er weinig van, en weigert de opdracht. De volgende ochtend wordt Ratchett echter vermoord teruggevonden. Poirot moet in een race tegen de klok de moordenaar vinden, die zich onder de andere passagiers bevindt.

## Rolverdeling
| Acteur              | Personage                   |
| ------------------- | --------------------------- |
| Kenneth Branagh     | Hercule Poirot              |
| Penélope Cruz       | Pilar Estravados            |
| Willem Dafoe        | Gerhard Hardman             |
| Judi Dench          | Prinses Natalia Dragomiroff |
| Johnny Depp         | Edward Ratchett             |
| Josh Gad            | Hector MacQueen             |
| Derek Jacobi        | Edward Henry Masterman      |
| Leslie Odom jr.     | Dr. Arbuthnot               |
| Michelle Pfeiffer   | Caroline Hubbard            |
| Daisy Ridley        | Mary Debenham               |
| Tom Bateman         | Bouc                        |
| Marwan Kenzari      | Pierre Michel               |
| Olivia Colman       | Hildegarde Schmidt          |
| Lucy Boynton        | Gravin Helena Andrenyi      |
| Manuel Garcia-Rulfo | Biniamino Marquez           |
| Sergei Polunin      | Graaf Rudolph Andrenyi      |

## Achtergrond

### Ontwikkeling
Op 12 december 2013 kondigde 20th Century Fox de plannen aan voor de film. Twee jaar later, in juni 2015, raakte bekend dat Kenneth Branagh in onderhandelingen was voor de regie van de film. Op 20 november 2015 maakte Fox bekend dat Branagh zowel de regie als de hoofdrol voor zijn rekening nam.

### Casting
Op 29 september 2016 maakte Fox bekend dat Johnny Depp, Michelle Pfeiffer, Daisy Ridley, Judi Dench, Lucy Boynton, Tom Bateman, Derek Jacobi en Leslie Odom jr. in de hoofdrollen werden gecast. Begin november 2016 werd Penélope Cruz aan de cast toegevoegd. Begin januari 2017 werd Willem Dafoe gecast in de rol van Mr. Hardman.

### Opnames
De filmopnames gingen in november van 2016 van start in het Verenigd Koninkrijk. Nadien hield de productie nog halt in Italië en Malta. De opnames werden afgesloten in mei 2017.

## Ontvangst

### Critici
Op Rotten Tomatoes behaalt de film een Rotten rating van 58%, gebaseerd op 170 recensies met een gemiddelde van 6.1/10. De Critics Consensus op de site meldt "De stijlvolle productie en de all-star cast weten deze Murder on the Orient Express op de rails te houden". 
'Metacritic komt op een score van 53/100, gebaseerd op 40 recensies.